# Християнський соціалізм
Христия́нський соціалі́зм — напрямок суспільної думки, що прагне надати християнству соціалістичного забарвлення (об'єднує соціалістичну модель економіки і традиційну християнську етику). Виник в першій половині XIX століття. Родоначальники —  Ф. Ламенне (Франція), Ф. Д. Моріс, Ч. Кінгслі (Велика Британія). У другій половині XIX століття Отто фон Бісмарк назвав свою програму соціальних реформ як «прикладне християнство» і «державний соціалізм». Низка принципів християнського соціалізму включені в соціальну доктрину сучасного католицизму. У деяких країнах існують християнсько-соціалістичні партії (Швейцарія, Італія, Чилі, Еквадор), громадські організації (Брудербонд в ПАР) і групи в соціалістичних партіях (Велика Британія — в лейбористській партії).